# Mario Panagini
Mario Panagini (Cameri, 26 marzo 1917 – ...) è stato un calciatore italiano, di ruolo attaccante.

## Carriera
Nella stagione 1936-1937 gioca nella terza squadra della Lazio, mentre nella stagione 1937-1938 segna un gol in Serie C con la maglia dell'Asti.
Nel 1939, dopo il congedo, viene posto in lista di trasferimento dall'Asti. Passa al Novara, formazione di Serie A, con la quale nella stagione 1939-1940 gioca una partita nel campionato di massima serie, il 2 giugno 1940, sul campo della Roma (con vittoria per 3-1 dei giallorossi); viene riconfermato anche per la stagione 1940-1941, nella quale gioca una seconda partita nel campionato di Serie A. A fine anno viene ceduto alla Juventus Domo, con cui nella stagione 1941-1942 milita nel campionato di Serie C.
Nell'estate del 1942 passa al Varese, con cui nella stagione 1942-1943 vince il campionato di Serie C, nel quale realizza 14 reti in 24 presenze; fa parte della rosa della formazione biancorossa anche nella stagione 1943-1944, nella quale mette a segno un gol in 13 presenze nel campionato di Divisione Nazionale; fa parte anche della rosa che nella stagione 1944-1945 partecipa al Torneo Benefico Lombardo, dal quale però la formazione lombarda viene esclusa al termine del girone di andata dal momento che il suo terreno di gioco viene requisito ed adibito a campo di concentramento.
Dopo la fine della Seconda guerra mondiale fa ritorno al Novara, con la cui maglia nella stagione 1945-1946 gioca da titolare nel campionato di Serie B-C Alta Italia, nel quale scende in campo in 16 delle 22 partite in programma e realizza 10 reti. A fine anno torna poi al Varese, con cui rimane in rosa ma senza giocare partite di campionato nella stagione 1946-1947, trascorsa in Serie B. Infine, nella stagione 1950-1951 gioca nel campionato di Promozione con la Ghemmese.

## Palmarès

### Club

#### Competizioni nazionali
- Serie C: 1

Varese: 1942-1943